# HslU-HslV peptidaza
HslU-HslV peptidaza (EC 3.4.25.2, HslUV, HslV-HslU, HslV peptidaza, ATP-zavisna HslV-HslU proteinaza, kazeinolitička proteaza X, kazeinolitička proteinaza X, ClpXP ATP-zavisna proteaza, ClpXP proteaza, ClpXP serinska proteinaza, Escherichia coli ClpXP serinska proteinaza, HslUV proteaza, HslUV proteinaza, HslVU proteaza, HslVU proteinaza, proteaza HslVU, proteinaza HslUV) je enzim. Ovaj enzim katalizuje sledeću hemijsku reakciju
ATP-zavisno razlaganje peptidnih veza sa širokom specifičnošću
Ovaj enzim pripada peptidaznoj familiji T1.

## Literatura
- Nicholas C. Price; Lewis Stevens (1999). Fundamentals of Enzymology: The Cell and Molecular Biology of Catalytic Proteins (Third изд.). USA: Oxford University Press. ISBN 019850229X.
- Eric J. Toone (2006). Advances in Enzymology and Related Areas of Molecular Biology, Protein Evolution (Volume 75 изд.). Wiley-Interscience. ISBN 0471205036.
- Branden C; Tooze J. Introduction to Protein Structure. New York, NY: Garland Publishing. ISBN 0-8153-2305-0.
- Irwin H. Segel. Enzyme Kinetics: Behavior and Analysis of Rapid Equilibrium and Steady-State Enzyme Systems (Book 44 изд.). Wiley Classics Library. ISBN 0471303097.
- William P. Jencks (1987). Catalysis in Chemistry and Enzymology. Dover Publications. ISBN 0486654605.

## Spoljašnje veze
- HslU---HslV+peptidase на 